# Potok Kubicków
Potok Kubicków – potok, prawy dopływ Lepietnicy.
Potok wypływa na wysokości około 830 m w dolinie wciosowej na południowych stokach szczytu Obidowa w Gorcach. Spływa początkowo w kierunku południowym, potem południowo-zachodnim. Tuż powyżej zabudowanych obszarów wsi Klikuszowa zmienia kierunek na południowo-wschodni. Na tym odcinku swojego biegu przyjmuje z prawej strony dwa dopływy: Potok Radziszowski i drugi, bezimienny. Po przyjęciu drugiego dopływu zmienia kierunek na południowo-wschodni i na wysokości około 685 m w zabudowanym obszarze Klikuszowej uchodzi do Lepietnicy.
Niemal cała zlewnia Potoku Kubicków to tereny należących do Klikuszowej łąk. Tylko niewielka jej część to lasy, a rejon ujścia to obszar zabudowany. Cały bieg potoku znajduje się w obrębie wsi Klikuszowa w województwie małopolskim, w powiecie nowotarskim, w gminie Nowy Targ.